# Item (Partikel)
Das Adverb item (aus lateinisch item für „weiterhin, kurzum, ferner“ oder auch „ebenso, desgleichen“) ist eine veraltete satzverknüpfende Partikel.

## Wortherkunft und Entwicklung
Das Wort item findet sich seit dem 14. Jahrhundert häufig in frühneuhochdeutschen Schriften.
Beispiel:

„Als da Mose gebietet ein Weib mit einem Scheidebrief von sich zu lassen.
  Item / dass ein Mann sein Weib mit einem Eiferopfer treiben / und andere Weiber mehr nehmen
  mag / Solches sind alles weltliche Gesetze.“

In juristischen Dokumenten und Rechnungen der Kanzleisprache war es üblich, Aufzählungen als durchlaufende Sätze zu formulieren und jeden einzelnen Posten mit item einzuleiten.

„setzte diese rechnung auf: erstlich, dem professori eloquentiæ für seine information, zwei reichsthl. item, für feder und dinte, 4 reichsthl. item dem medico der mich curirt hat .. 2 reichsthl.“

Im Englischen hat sich aus diesem Gebrauch das moderne Substantiv für „Objekt, Posten, Element“ entwickelt.
Es ist heute fast nur noch im Berndeutsch gebräuchlich, wird aber vereinzelt auch in der restlichen Deutschschweiz verwendet, wo es mit „wie dem auch sei…“ übersetzt werden kann.